# Обераммергау
Обераммергау (нім. Oberammergau) — сільська громада в Німеччині, розташована в землі Баварія. Підпорядковується адміністративному округу Верхня Баварія. Входить до складу району Гарміш-Партенкірхен. Тут розташована Школа НАТО.
Площа — 30,06 км2. Населення становить 5422 осіб (станом на 31 грудня 2020).

## Відомі люди
- Васильєв Микола Михайлович (Микола Васильїв, 1901—1961) — український вчений-економіст, професор, ректор Українського вільного університету (1955—1956).